# Warcraft II: Tides of Darkness
WarCraft II: Tides of Darkness (укр. «Воєнне ремесло ІІ: Припливи Пітьми») — продовження відеогри в жанрі стратегії в реальному часі Warcraft: Orcs & Humans, розроблене компанією Blizzard Entertainment. Версії для персонального комп'ютера та Macintosh були видані в грудні 1995 року в Північній Америці компанією Blizard, в 1996 року в Європі компанією Ubisoft. Гру добре сприйняли критики, а її комерційний успіх оцінюють у понад 2 мільйони проданих до кінця 1999 року екземплярів. 1996 року компанія Blizzard видала для DOS і Mac OS доповнення Warcraft II: Beyond the Dark Portal, розроблене компанією Cyberlore Studios, і збірку Warcraft II: The Dark Saga для ігрових приставок Sony PlayStation і Sega Saturn. Версія Battle.net Edition, видана 1999 року, додала можливість гри через Інтернет за допомогою служби Battle.net, і в ній була замінена MS-DOS версія на версію для Windows.
У Warcraft II йде війна між двома сторонами у видуманому фентезійному всесвіті Warcraft, спільному для ігор серії. Події в грі відбуваються в реальному часі, а гравець як керує економікою, так і провадить бойові дії. Гра передбачає збирання ресурсів, побудова споруд, утворення підрозділів і технологічне вдосконалення, а відтак гравцеві необхідно перемогти противника в битві на землі, в повітрі та на морі. Доступ до утворення досконаліших бойових одиниць з'являється після побудови спеціалізованих споруд або вкладення в покращення певної кількості ресурсів. В грі наявний туман війни, який спершу приховує всю невідому територію. Карта місцевості стає відомою гравцеві після її розвідування, ворожих підрозділів видно лише тоді, коли вони перебувають у полі зору дружнього підрозділу.
Випущений 1994 року попередник гри, Warcraft: Orcs & Humans, здобув добрі відгуки, зібрав три нагороди та добився міцного комерційного успіху. Гра Warcraft: Orcs & Humans заклала основу для стилю Blizzard у стратегіях, який підкреслював сюжет. Хоча дуже успішна гра StarCraft від Blizzard, уперше випущена 1998 року, і розгорталась в іншому сюжетному всесвіті, вона була дуже схожою на Warcraft II з погляду ігрового процесу й уваги до сюжетної лінії. 1996 року Blizzard анонсувала гру Warcraft Adventures: Lord of the Clans, пригодницьку гру у всесвіті Warcraft, але пізніше скасувала її 1998 року. Видана 2002 року гра Warcraft III: Reign of Chaos використовувала частину персонажів і сюжету з Warcraft Adventures, і розширила ігровий процес Warcraft II.

## Ігровий процес

Ігровий процес Warcraft II: битва двох кланів Орди

Warcraft II є стратегією в реальному часі. Гравець добуває ресурси, розбудовує базу та створює війська для боротьби з противником. Є три види основних ресурсів: золото, дерево і нафта. Перші два потрібні для будівництва та найму сухопутних військ. Нафта використовується для будівництва кораблів, літаючих юнітів та вивчення вдосконалень. Максимальна кількість підконтрольних військ визначається ресурсом «їжа». Вона отримується шляхом будівництва ферм. Нові будівлі та юніти стають доступні за принципом «дерева технологій». Тобто зведення однієї будівлі вимагає наявності іншої, аналогічно як і юніти та магія.
Гра має дві воюючі сторони: Орда (орки, гобліни, огри і дракони) та Альянс (люди, ельфи, гноми). При цьому, на відміну від наступних ігор серії, принципової різниці між ними немає, окрім зовнішнього вигляду. Кожен юніт Орди має відповідника в Альянсу.
Параметри багатьох юнітів можуть бути збільшені шляхом вивчення вдосконалень в спеціальних будівлях. Це вимагає певного часу та ресурсів. Багато вдосконалень дворівневі, наприклад, збільшувати силу паладинів можна двічі, на +2 кожного разу, але першого це коштує 800 золота, а другого — 2400.

## Кампанії
Warcraft II має дві кампанії: за Орду і за Альянс. Кожна з них поділена на 4 акти по 3-4 місії. Фінали кампаній суперечать одна одній, але деякі події обох в підсумку стали канонічними. В наступних іграх згадується, що Орда зазнала поразки від Альянсу, а її лідер Оргрім пізніше загинув, передавши свої обладунки, зброю і титул Траллу — героєві Warcraft III і подальших ігор.

## Сюжет

### Кампанія Орди
Після Першої війни, показаної в Warcraft: Orcs & Humans, людське королівство Азерот було розорене. Населення держави під проводом Андуіна Лотара (англ. Anduin Lothar) пішло шукати захисту в Лордерон до короля Теренаса Менетіла II, і орки згодом подалися туди ж, аби завоювати і ці землі, з чого почалася Друга війна.
Лідер клану Чорної скелі, Оргрім Молот Приреченості (англ. Orgrim Doomhammer), висаджується в Лордероні і готується до масштабної війни. Він визволяє з ув'язнення огрів, які стають союзниками орків. Орки підходять до земель ельфів Кел'талас, де захоплюють їхню реліквію, Рунічний камінь, який дозволяє створити огрів-магів. Наступною ціллю стає Стромгард, місто, де добувається нафта для потреб Лордерону. Завоювавши і його, орки заручаються підтримкою лідера клану Сутінкового молота Гул'дана (англ. Gul'dan) та створюють Лицарів Смерті. Але в Орді стається розкол — Гул'дан хоче заволодіти артефактом Око Саргереса, схованим під водою, щоб отримати демонічну силу. Він забирає війська Огріма перед вирішальною битвою і піднімає гробницю палого Титана Саргереса з моря, але гине від рук її хранителів. Оргрім розправляється зі зрадниками, після чого йде на місто магів Даларан, отримуючи драконів.
Тепер Орда нападає на столицю Лордерону, вбиває короля і спалює місто. Королівство опиняється повністю під владою орків.

### Кампанія Альянсу
Люди та ельфи, занепокоєні активністю орків, розвідують обстановку. Лорд Теренас, бажаючи отримати допомогу від ельфів, визволяє їхніх полонених, схоплених орками. Ельфи приєднуються до людей й надають свій флот. Адмірал Праудмур вирішує, що настав час атакувати головну базу орків. Його рішення виявляється вдалим — орки відкинуті назад, хоч і зруйнували при відступі кілька міст. З падінням застави в Дарн Модрі, Орда продовжує відступати.
Однак, в Альянсі виявляється зрадник — Лорд Айден Перенольд (англ. Aiden Perenolde). Його знищують і тепер залишається атакувати Пік Чорної скелі (англ. Blackrock Spire), де засіли вороги. В битві за Пік в двобої з Оргрімом гине Лотор, але це не зупиняє людей, вони женуть орків до Темного Порталу, що веде в їхній рідний світ Дренор, і там покладають край війні, розваливши Портал.
Залишки орків тікають чи потрапляють в полон, а Лордерон повертається в руки Альянсу.

## Warcraft II: Battle.net Edition
У 1999 році Blizzard Entertainment перевидали Warcraft II під назвою Warcraft II: Battle.net Edition. Було дещо змінено ігровий баланс, інтерфейс, виправлено помилки і додано підтримку багатокористувацької гри через онлайн-сервіс Battle.net. Ця версія крім того включає в себе доповнення Warcraft II: Beyond the Dark Portal.

## Оцінки і відгуки

### Нагороди
- Новобранець Залу слави Computer Gaming World
- Фіналіст конкурсу «Гра року» від Computer Games Strategy Plus
- Найкраща багатокористувацька гра року за версією PC Gamer
- Найкраща гра в жанрі стратегії за версією MacWorld Macintosh Hall of Fame 1997
- Премія Eddy: найкраща гра 1996 року
- Лауреат конкурсу на звання гри року в жанрі стратегії в реальному часі від Computer Games Strategy Plus
- Фіналіст конкурсу «Гра року» від Computer Games Strategy Plus[6]